# Martin Linder

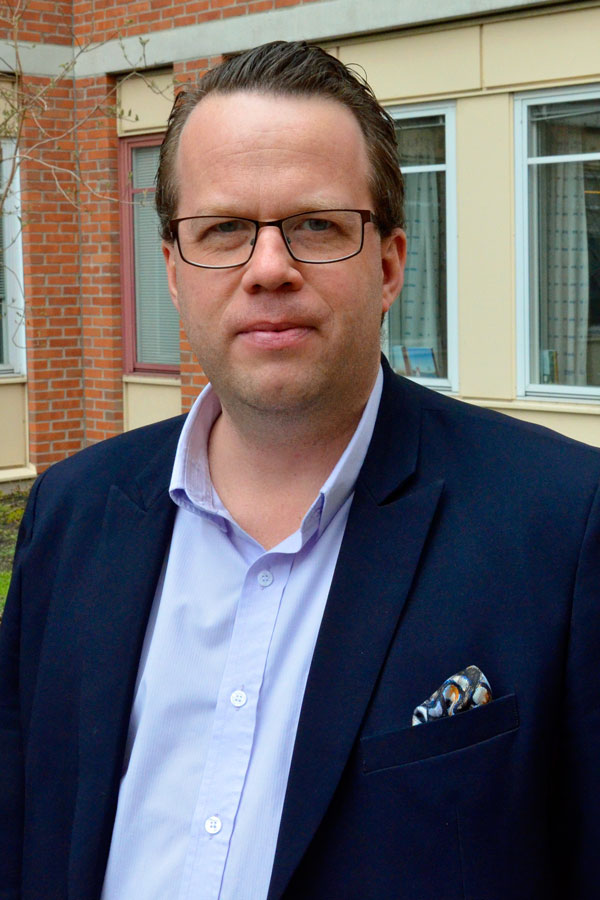
Martin Linder

Martin Linder, född 1973 i Göteborg och var förbundsordförande i Unionen mellan 2015 och 2023. Han efterträddes av Peter Hellberg, efter att han själv valt att inte ställa upp för omval.
Martin Linder är utbildad marknadsekonom. Han har varit facklig aktiv sedan början av 2000-talet. Det fackliga engagemanget väcktes under tiden som anställd på Volvo, där han senare blev facklig klubb- och koncernordförande. Under perioden 2011-2015 var Martin Linder andra vice ordförande för Unionen. Han har tidigare bland annat suttit i Sif:s förbundsstyrelse och varit ledamot i regionstyrelsen Unionen Göteborg. Den 17 december 2015 valdes han till ordförande för Förhandlings- och samverkansrådet PTK. Under Unionens kongress i oktober 2019 blev Martin Linder omvald som förbundsordförande. I augusti 2023 meddelande han att han inte ställde upp för omval på kongressen 2023.